# Isfendiar Khan
Isfendiar Khan (Isfandiyar Khan) fou un kan de Khiva de la dinastia arabshàhida. Va governar com a kan del 1623 al 1643.
Vers el 1618, o potser ja a finals finals del 1617, dos fills del kan Arab Muhàmmad Khan I, Habash Sultan i Ilbars Sultan, de 16 i 14 anys, que residien a Khivà, que com a fills de la inferior de les cinc dones del kan podien esperar menys part al repartiment de feus, es van revoltar. Finalment el pare els va concedir el feu de Vesir o Vezir. Els dos joves van governar cinc anys a Vesir en pau; però a l'inici del sisè any, mentre el kan era a Urgendj, Ilbars va atacar Khivà per sorpresa i la va ocupar (1622); quan el pare retornava a aquesta ciutat, Ilbars va enviar un destacament de 500 homes que el van fer presoner; llavors es va apoderar dels seus tresors i va deposar els begs, retornant després a Vesir. Arab Muhammad va tenir el suport dels turcmans i dels seus dos fills grans, Isfendiar Khan que tenia el feu d'Hazarasp, i Abu l-Ghazi que tenia el de Kath; els dos fills van reunir les seves forces per ajudar el seu pare; Ilbars es va retirar a Kir i Ust Urt alliberant al seu pare i els seus dominis foren saquejats pels dos germans; Abu l-Ghazi es va pronunciar per aprofitar aquest moment per aplanar als rebels però el pare dubtava i buscava el consell i el suport de l'atalik Husayn Hajji que era en secret un partidari dels rebels. Abu l-Ghazi no va poder convèncer a Isfendiar; mentre Ilbars i Habash, informats pels infiltrats dels plans d'Isfendiar, es preparaven per contrarestar-lo. Arab Muhammad va tornar a Khivà i Isfendiar a Hazarasp, i Abu l-Ghazi va seguir amb el comandament de Kath. Cinc mesos després el kan va optar finalment per castigar els seus dos fills rebels i va convocar als seus dos fills fidels; Abu l-Ghazi va tornar a recomanar un atac per sorpresa però el kan ho va rebutjar i va marxar contra ells de dia i obertament; els rebels estaven preparats i esperaven al pare amb una força considerable al canal de Tashli Yarmish, construït per Ali Sultan. Arab Muhàmmad fou derrotat i fet presoner i fou enviat a Habash Sultan que el va fer cegar i el va enviar a Khivà i després a Kum amb les seves tres dones i dos fills infants; Habash va marxar en persecució d'Isfendiyar Sultan, mentre Abu l-Ghazi va fugir a Kath i d'allí al Kanat de Bukharà.
Isfandiyar o Isfendiar amb dos dels seus germans (Sherif Sultan i Khwrezm Shah Sultan), es van fer forts a la fortalesa d'Hazarasp, però després d'un setge de 40 dies, es van iniciar converses, i Isfandiyar va haver d'acceptar marxar a la Meca; Sherif Sultan va rebre Kath i Khwarezm Shah i un altre germà més jove de nom Afghan Sultan, que eren els fills més joves (encara adolescents) d'Aran Muhammad, van ser enviats amb la seva mare a Khivà (vers 1622).
Isfendiyar havia lluitat amb els perses a Kandahar el 1621, i al marxar a l'exili, el xa Abbas I el Gran li va donar un cos de 500 homes per ajudar el seu pare a combatre la rebel·lió (o potser per col·locar al mateix Isfandiyar al tron com després va passar). Ilbars llavors, davant d'aquest perill, va matar el seu pare (1623) així com a dos fills d'Isfendiyar i al seu germà Khwrezm Shah Sultan; l'altra germà Afghan Sultan fou enviat a Habash per ser executat, però Habash el va enviar a Rússia Ilbars quan tenia uns 20 anys, va agafar per a si mateix el títol de kan (Ilbars Khan II) amb el suport del seu germà Habash Sultan, al que va cedir la meitat del kanat (Urgendj i Vesir) quedant-se ell mateix amb Khivà i Hazarasp. El kanat estava poblat pels sarts natius, una raça indoeuropea propera dels iranians, pels turcmans derivats dels oghuz, i pels uzbeks.
El cos dels 500 homes perses, i el suport dels turcmans, va capgirar la situació. Isfendiar va marxar amb els seus homes cap a Deran i el mont Balkhan al Khurasan i se li van unir alguns turcmans de les tribus Teke, Sarik i Yomut, 500 homes més; amb aquesta força va fer un atac de nit al campament d'Habash Khan a l'Oxus, a l'altre costat de la fortalesa de Tuk. Habash va poder fugir i es va reunir amb el seu germà Ilbars Khan II, que va marxar al rescat; però mentre es van unir a Isfendiar els seus clients i servidors, i després dels seus altres germans, Sherif Muhammed Sultan i Abu l-Ghazi l'historiador (després Abu l-Ghazi Bahadur Khan).
Un khoja (descendent dels califes) de nom Nasr, una filla del qual estava casada amb Ilbars, es va unir a la causa del seu gendre i quan va saber que alguns contingents marxaven a unir-se al rebel, els va tallar el pas i els va conjurar, l'Alcorà a la mà, a no anar-hi. Les seves paraules van tenir molt d'efecte i alguns dels que s'havien unit a Isfendiar van desertar i el príncep va haver de fugir a Mangishlak; però aquí se li van unir un important nombre de turcmans, uns tres mil amb els quals va poder avançar cap a l'est; es va dirigir a Urgendj i va lluitar contra Ilbars II durant vint dies i finalment el va derrotar i fer presoner, sent executat. Habash Khan (Habash Sultan) va fugir al territori dels karakalpaks i després al dels nogais del Yemba, el cap dels quals, Shanik Mirza, hi estava molt obligat amb Isfendiar, i l'hi va pagar entregant-li a Habash, al qual va fer matar (1623).
Ara Isfendiar no tenia oposició. Tenia a més el suport dels turcmans i dels sarts. Vers el 1624 els seus germans Abu l-Ghazi i Sherif Muhammad Sultan que havien tornat a Coràsmia, van rebre feus, el primer Urgendj, i el segon Vesir; Isfendiar va conservar per a si mateix Khivà, Hazarasp i Kath. Els dos germans van donar suport als uzbeks, el seu propi poble, i aviat es van enfrontar amb Isfendiar que donava suport als altres grups ètnics. El 1625 van fer una visita a Isfendiar a Khivà i al cap de tres dies d'estar allí el kan va ordenar matar a tots els uigurs i naimans del kanat; els dos germans van voler tornar als seus feus ràpidament; el primer dia ja van morir un centenar d'uzbeks d'aquestes tribus, però la persecució va continuar a Hazarasp, Kath i altres llocs. Sherif Sultan va ser enviat a Urgendj amb ordes de matar a tots els membres d'aquestes tribus a la ciutat. Abu l-Ghazi fou retingut a Khivà, però finalment fou alliberat i es va dirigir a Urgendj que havia quedat deserta a causa del desviament del curs del riu Oxus que abans la regava (1625).
Es va dirigir llavors a Tuk on se li va unir Sherif Muhammad Sultan; havent reunit un fort nombre d'uzbeks, van decidir atacar a Isfendiar però el pla fou revelat pel cap turcman Muhammad Hussein que va fugir de Tuk i va informar a Isfendiar Khan. Però això no va alterar els plans dels dos germans, que estaven determinats a atacar Khivà. A Tash Kupruk, al pont de pedra sobre el canal de Khaikanek van matar a un contingent de turcmans. Els calmucs van atacar els auls i es van emportar la seva gent. Els turcmans de Khivà, que s'havien reforçat, els van presentar batalla prop de Chesmi i encara que els uzbeks van aconseguir una victòria inicial, al final van haver d'abandonar el camp cap al seu campament que van defensar amb èxit sis dies; llavors es va acordar que cada part retornaria al seu territori però Isfendiar, en iniciar-se el moviment, va atacar a traïció als uzbeks; la proporció era de 10 turcmans per cada uzbek però la batalla va restar indecisa (1626). Durant un mesos Isfendiar va restar a Khiva i Abu l-Ghazi i Sherif Sultan a Urgendj, però els uzbeks eren massa dèbils per resistir i van decidir dispersar-se en petites bandes, cap a Transoxiana i Turquestan (1627). Les tres seccions principals van anar, una a Bokharà, una amb els mangits o nogais i una tercera amb els kazakhs. Abu l-Ghazi feia part d'aquesta darrera i Sherif de la primera. Una part del grup del país kazakh (2000 famílies) i una altra de Bukharà (800 famílies) van retornar tres anys després i es van establir a la vora de l'Oxus però foren massacrats per Isfendiar.
Abu l-Ghazi va visitar al kan Ishim Khan i després va viure dos anys amb Tursun Khan de Taixkent fins que Tursun va ser mort per Ishim Khan, cosa que hauria passat vers 1629. Després va demanar permís a Ishim Khan per anar a la cort d'Iman Kuli Khan de Bukharà i li fou concedit. A Bukharà va ser cridat pels turcmans de Coràsmia que suposadament estaven cansats d'Isfendiar. Es va dirigir a Khivà i Isfendiar va fugir a Hazarasp (1629); allí se li va reunir el seu germà Sherif, ara aliat a Isfendiar. Junts van atacar a Abu l-Ghazi que els va derrotar; va seguir una sèrie de lluites menors i ràtzies i finalment Abu l-Ghazi va ser fet presoner per Isfendiar i enviat sota escorta a Abiward, el governador de la qual el va entregar al beglerbegi del Khurasan que el va acompanyar a Hamadan on el xa Safi de Pèrsia el va enviar a Esfahan on se li va assignar residència i una pensió.
Poca cosa se sap de la història interior de Khivà en els catorze anys que van passar entre la marxa d'Abu l-Ghazi el 1629 i la mort de Isfendiar el 1643. Se sap que Sherif Sherif Muhammad Sultan va morir vers 1641, dos anys abans de Isfendiar. A la mort d'aquest el va succeir el seu fill Yushan Sultan, que es va declarar vassall de Nadhr Muhammad ibn Din Muhammad de Bukharà (1641-1645).